# Anna Błażenko
Anna Petriwna Błażenko (ukr. Анна Петрівна Блаженко, ur. 13 sierpnia 1955 w Czortkówie) – ukraińska dziennikarka. Członkini Narodowego Związku Dziennikarzy Ukrainy (1986), czortkowskiego oddziału „Soiuzu Ukrainek” (1989). Zasłużona dziennikarka Ukrainy (2018), złoty medal ukraińskiego dziennikarstwa (2013), Złote Pióro Tarnopolszczyzny (2018).

## Biografia
Dziennikarstwem zaczęła interesować się już w wieku piętnastu lat. Przez lata szkolne była aktywnie drukowana w gazecie powiatowej "Zwiazda komunizmu", w regionalnej gazecie młodzieżowej „Rowesnyk” (ukr. Ровесник, Rówieśnik). Uczyła się w szkole korespondentów publicznych przy gazecie rejonowej.
Absolwentka Wydziału Dziennikarstwa Uniwersytetu Lwowskiego (1980). Pracowała jako bibliotekarka, starszy bibliotekarz centralnego systemu bibliotecznego czortkowskiego; od 1984 – korespondentka, kierownica działu listów i pracy masowej redakcji, zastępca redaktora (od 2014) gazety rejonowy "Głos ludu".

## Twórczość
Publikowała w prasie regionalnej, czasopiśmie literacko-artystycznym i społeczno-publicystycznym "Zołota pektoral" (ukr. Золота пектораль, Złoty Pektorał, 2007-2008), w almanachu literackim "Soniacne grono".
Autor i współautor broszury o charakterze krajoznawczym "Pod znakiem łaski" (2005), przewodnika historyczno-turystycznego "Czortkowszczyzna" (2007).

## Źródła
- Володимир Погорецький, Чортків у постатях. Анна Блаженко // Світло і тіні чортківських замків (Сторінками історії міста (XI-XVIII ст.) Книга перша / П. С. Федоришин, Тернопіль: Терно-граф, 2019, s. 739, ISBN 978-966-457-355-6.
- Володимир Погорецький, Журналіст від Бога. Штрихи до творчого портрета Анни Блаженко з Чорткова // Золота Пектораль, 18.4.2013.